# Thomas H. Green (Jesuit)
Thomas Henry Green SJ  (* 19. März 1932 in Rochester, USA; † 13. März 2009 in Manila, Philippinen) war ein US-amerikanischer römisch-katholischer Ordenspriester in der Gesellschaft Jesu, Seelsorger, Hochschullehrer und Autor geistlicher Bücher, der vor allem in den Philippinen gelehrt hat.

## Leben
Thomas Henry Green wurde als Sohn von George Charles († 1973) und Marie Margaret Green († 1990) geboren. Nach seinem Schulabschluss am katholischen The Aquinas Institute of Rochester trat er am 7. September 1949 ins Noviziat der Gesellschaft Jesu in Poughkeepsie ein. Er studierte Philosophie und Theologie am Bellarmine College in Plattsburgh, New York, und am Woodstock College in Maryland. An der Fordham University erwarb er einen M.A.-Grad in Pädagogik (1957) und einen M.S.-Grad in Physik (1960). Am 19. Juni 1963 wurde er zum Priester geweiht. 1968 wurde er an der University of Notre Dame bei Ernan McMullin in Wissenschaftsphilosophie promoviert (PhD).
Greens Lehrtätigkeit in den Philippinen begann 1956, zunächst als High-School-Lehrer am Ateneo De Cagayan (1956–1958), dann ab 1969 als Professor für Philosophie und Pastoraltheologie an der Ateneo de Manila University in Manila und ab 1971 an der mit dem Ateneo verbundenen Loyola School of Theology.
Bei seiner Rückkehr vom Promotionsstudium in die Philippinen 1968 konnte er fließend Tagalog sprechen und in dieser Sprache predigen und die Heilige Messe feiern.
Ab 1970 war er Spiritual der Seminaristen am San-José-Priesterseminar in Quezon City sowie ab 1995 Vize-Rektor des Seminars.
Außerdem hielt er Vorträge und Exerzitien u. a. in Australien, Großbritannien, Kanada, Malaysia und den USA.
Er war Mitglied der American Catholic Philosophical Association, der British Society for the Philosophy of Science und der Philosophy of Science Association.
Über eine Spanne von 23 Jahren veröffentlichte Green insgesamt neun Bücher zum Gebet und zur geistlichen Begleitung, die in bis zu 16 Auflagen erschienen sind und in mehrere Sprachen übersetzt wurden.
Posthum erschien eine Sammlung von Vorträgen Greens unter dem Titel Experiencing God.
1989 wurde er mit dem von Kardinal Sin initiierten „Catholic Authors award“ der Asian Catholic Publishers ausgezeichnet.
Am 5. Oktober 2022 zitierte Papst Franziskus in seiner Katechese über die Gewissenserforschung bei der Generalaudienz aus Greens 1984 erschienenen Buch Weeds among the Wheat.

## Schriften (Auswahl)
- Opening to God, A guide to prayer. Ave Maria Press, Notre Dame, Indiana 1977[8][9]
- When the well runs dry, Prayer beyond the beginnings. Ave Maria Press, 1979[9]
- Darkness in the marketplace: The Christian at prayer in the world. Ave Maria Press, 1981
- Weeds among the wheat: Discernment – Where prayer and action meet. Ave Maria Press, 1984[10]
- A vacation with the Lord: A personal, directed retreat. Ave Maria Press, 1986
- Come down Zachaeus. Spirituality and the laity. Ave Maria Press, 1988
- Drinking from a dry well. Ave Maria Press, 1991
- Prayer and common sense. Ave Maria Press, 1995